# Pirenéus Orientais
Pirenéus Orientais (em francês:  Pyrénées-Orientales, em catalão:  Pirineus Orientals, em occitano:  Pirenèus Orientals) são um departamento francês, situado no sudoeste da França, em sua fronteira com Espanha. Pertence à região administrativa francesa da Occitânia. Sua capital é a cidade de Perpinhã. Parte deste departamento é denominada "Catalunha norte", pois é historicamente ligado à Catalunha, cuja maior parte está sob soberania espanhola.

## História
O departamento foi criado durante a Revolução Francesa, em 4 de março de 1790 em execução da lei de 22 de dezembro de 1789, começando a partir da província de Rossilhão e duma pequena parte de Languedoc chamada Fenouillèdes (Fenolhedés em provençal e Fenolledès em catalão); porém, o território esteve sob jurisdição espanhola até 1659, e sua história confunde-se com a da Catalunha, que até hoje continua sob administração espanhola.
A Espanha invade o departamento em abril de 1793, mas a França retoma-o em treze meses, depois da batalha de Peyrestortes'.
No século XIX, os Pirenéus Orientais foram um dos mais republicanos departamentos da França, em parte, graças a presença de François Arago, político e cientista nascido em Estagel.

## Clima
O clima, típico mediterrâneo, torna possível ter os invernos relativamente suaves, com quedas de neve ocorrendo raramente nas planícies. Os verões são frequentemente quentes. Os ventos são intensos, em detalhe o Tramontana, vento do noroeste, que alcança frequentemente velocidades de mais de 100 km/h. O vento marinho traz a chuva para esta região.

## Línguas
Além do francês, língua oficial da República Francesa, fala-se no departamento o catalão, exceto em Fenolheda, onde se fala o provençal.

## Personalidades
- Joan Pau Giné, cantor e compositor.

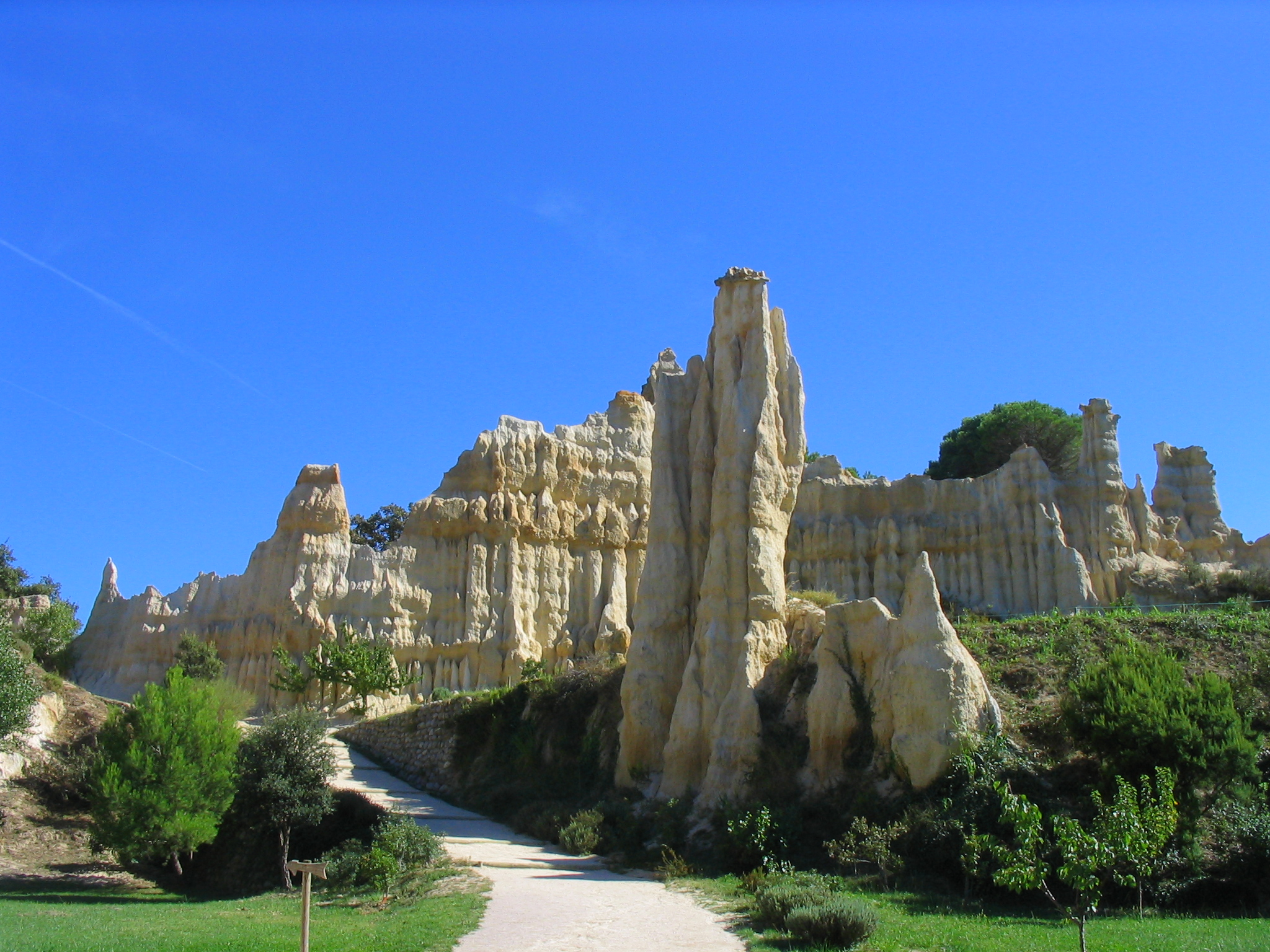
Os Orgues d'Ille-sur-Têt (os órgãos, semelhança com os tubos dum órgão de igreja).